# 스탈린의 10회 연쇄공격

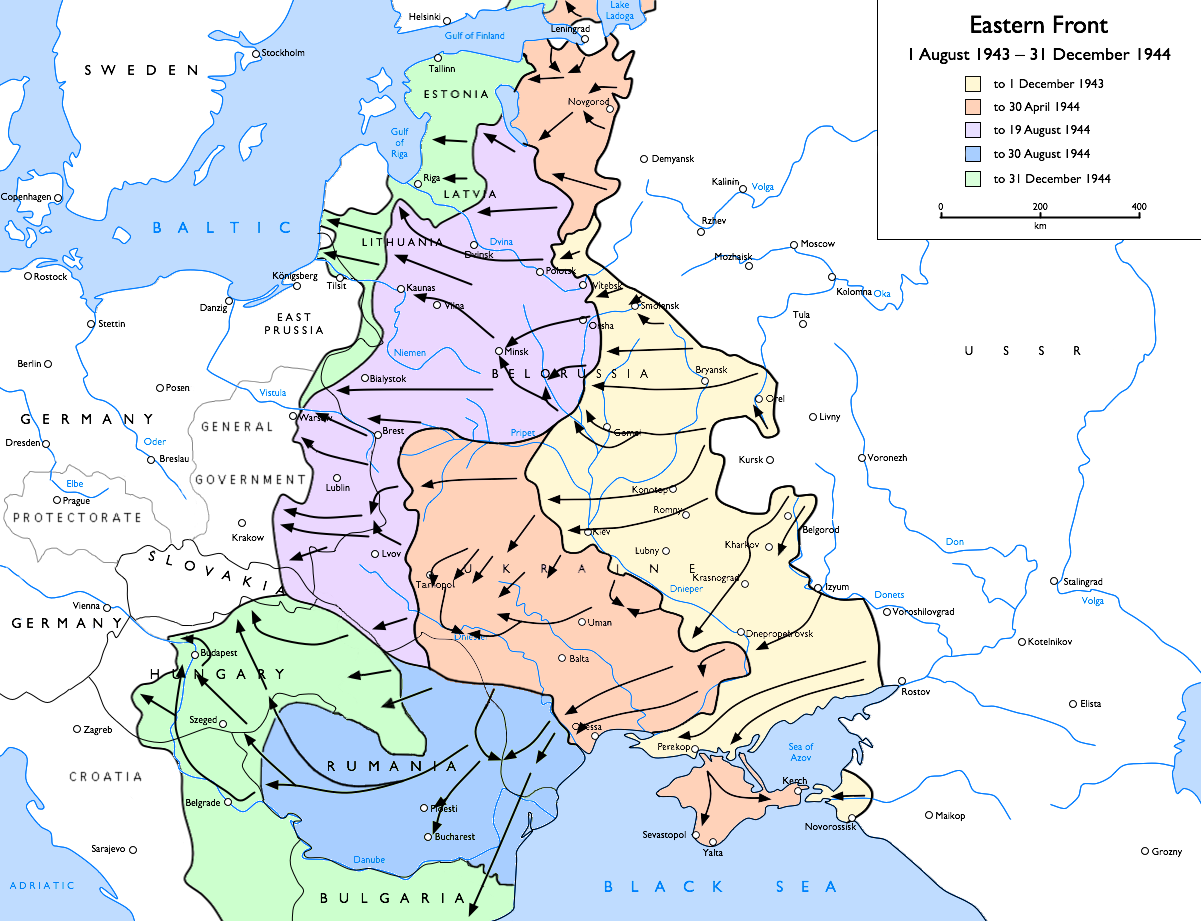
1943년 중반부터 1944년 말까지 소련의 진격.

스탈린의 10회 연쇄 공격은 소련 역사기록학에서 1944년 제2차 세계 대전 당시 붉은 군대가 동유럽에서 성공적으로 수행한 일련의 전략공세작전을 의미한다. 1944년 1월 14일 레닌그라드-노브고로드 공세를 시작으로 1944년 10월 27일 페차모-시르케네스 공세까지 있었던 주요 공세가 이 공세에 포함된다. 1944년 일련의 공세를 통해 붉은 군대는 독일 국경지역에 도달할 수 있었고, 독일 국방군은 이 공세로 인해 전쟁을 수행할 능력을 크게 잃게 되었다.

## 용어의 유래
스탈린은 1944년 11월 모스크바에서 열린 "위대한 소비에트 10월 혁명 27주년" 기념식에서 최초로 "열 번의 타격"이란 말을 언급하였다. 당시 그의 발언은 소련 최고사령부 스타브카의 공식적 전략은 아니었다. 당시 소련군의 공식 선전 전략은 "한 해에 열두 번의 승리를"이었고 이를 상징하기 위해 모스크바, 레닌그라드, 키이우, 민스크, 페트로자보츠크, 탈린, 리가, 빌뉴스, 키시너우, 트빌리시, 세바스토폴, 르보프 등 12개 도시에서 각각 24회의 예포를 발포하였다. 트빌리시 신학대학원에서 러시아 정교회에 입교했던 스탈린은 성경과 특히 10가지 재앙에 익숙했을 것이며, 파라오에게 신이 가한 10가지 대규모 "타격"이 파라오의 항복을 이끌어냈음을 알고 있었다.
이 용어는 니키타 흐루쇼프가 스탈린 사망 후 스탈린을 비난하고 개인숭배를 종식시킨 1956년 비밀 연설 이후 사용이 중단되었다.

## 배경
1943년 후반 스탈린그라드 전투에서 독일 제6군이 붕괴하고 소련의 반격 및 이후 쿠르스크 전투를 거치며 전세가 독일에 불리하게 돌아가고 있다는 것이 명백해졌다. 소련군은 전 전선에 걸쳐 전전 국경에 접근하고 있었다. 1943년 11월 3일에 발령된 퓌러 지시 제51호는 모든 신병력과 물자를 예상되는 연합군 침공에 대비해 서부 전선으로 집중시키게 했으며, 이로 인해 동부 전선의 추축국 병력은 소련군에 비해 장비가 매우 부족했고, 증원군도 드물었으며, 예비군도 얇게 분산되어 있었다. 비록 이 지시에서 히틀러는 공간을 내주고 시간을 버는 후퇴를 허용할 수도 있음을 암시했지만, 이는 사실이 아님이 드러났다. 이러한 점과 히틀러가 점령지를 무슨 수를 써서라도 지키려 한 고집이 결합되어 1944년 소련의 승리는 거의 필연적이었다.
|        | 소련      | 추축국    |
| ------ | --------- | --------- |
| 병력   | 6,500,000 | 4,300,000 |
| 전차   | 5,600     | 2,300     |
| 야포   | 90,000    | 54,000    |
| 항공기 | 8,800     | 3,000     |

## 작전 목록
1. 레닌그라드-노브고로드 공세 (1944년 1월 14일 ~ 3월 1일). 시간 순으로는 두 번째 공세였지만, 1941년 9월 8일에 시작된 레닌그라드 포위전을 완전히 해제했다. 처음에는 독일군이 레닌그라드 주변에 참호와 지뢰밭을 포함한 방어선을 수년간 준비했음에도 불구하고, 일단 초기 방어선이 뚫리자 소련군은 에스토니아 국경에 쉽게 도달했다. 스탈린은 연설에서 이를 레닌그라드 봉쇄 해제라고 불렀다. 이 작전은 레닌그라드 전선군과 볼호프 전선군이 수행했다.[7][8]
2. 드네프르-카르파티아 공세 (1943년 12월 24일 ~ 1944년 4월 17일). 이 공세는 1943년 크리스마스 이브에 시작되었으며, 1944년의 공세 중 시간 순으로 첫 번째였지만, 스탈린의 연설에서는 두 번째로 언급되었다. 이 작전은 우크라이나에서 추축국 세력을 제거하는 것이었으며, 독일군이 통제하는 크림반도의 고립을 초래했다. 스탈린의 연설에서 이 작전은 우크라이나 우안 해방이라고 불렸으며, 제1우크라이나 전선군, 제2우크라이나 전선군, 제3우크라이나 전선군, 제4우크라이나 전선군, 제1벨라루스 전선군, 제2벨라루스 전선군이 참여했다.[9][10]
3. 오데사 공세 (1944년 3월 26일 ~ 1944년 4월 14일)로 세 번째 타격을 시작했고, 크림 공세 (1944년 4월 8일 ~ 5월 12일)로 마무리했다. 군사적으로 오데사 공세는 드네프르-카르파티아 공세에 포함되지만, 스탈린은 연설에서 이를 크림 공세와 함께 묶었다. 이 공세로 크림반도에서 독일군과 루마니아군을 소탕하고 세바스토폴을 탈환했다. 아돌프 히틀러는 튀르키예의 중립 유지를 위해 크림반도 유지가 필수적이라고 믿어, 추축군이 철수하는 것을 거부했다. 붉은 군대는 페레콥 지협을 넘어 공격을 시작했고, 독일군과 루마니아군을 신속하게 세바스토폴로 몰아넣었으며, 세바스토폴은 5월 9일에 항복했다. 히틀러가 마침내 철수 명령을 내렸음에도 불구하고, 대부분의 병사들은 제시간에 탈출하지 못하고 항복하여 포로가 되었다. 루마니아군이 막대한 사상자를 입으면서 이 전투는 1944년 루마니아의 항복에 중요한 요인이 되었다. 스탈린은 연설에서 이를 오데사 해방과 크림 해방이라고 불렀다. 이 전투는 제4우크라이나 전선군이 수행했다.[11]
4. 비보르크-페트로자보츠크 공세 (1944년 6월 9일 ~ 8월 9일). 레닌그라드 북쪽 핀란드군을 대상으로 한 이 작전의 전략적 목표는 카렐리아 지협에서 핀란드군을 파괴하고 핀란드를 전쟁에서 몰아내어 키미강까지 진격하는 것이었다.[12][13][14] 이를 통해 소련군은 핀란드 영토로 깊숙이 진격할 준비를 하는 것이었다.[15] 이 작전은 레닌그라드 전선군과 카렐리아 전선군이 수행했다.[10][16] 소련군은 1941년에 핀란드군이 점령한 영토에서 핀란드군을 몰아내는 데 성공했지만, 소련의 진격은 탈리-이한탈라 전투에서 멈췄다. 그보다 더 북쪽에서는 부오살미 전투와 일로만치 전투에서 핀란드가 승리하면서 소련의 추가 진격 역시 저지되면서 소련군이 핀란드군을 파괴하고 키미강까지 진격하는 목표는 실패했다.[17][18] 1993년 10월 러시아 외무부 문서 보관소에서 "핀란드 무조건 항복 조건"이라는 서명되지 않은 초안 문서가 발견되었는데, 이는 무조건 항복이 실제로 소련의 목표였음을 암시한다.[19][20] 붉은 군대는 모든 목표를 달성하지는 못했지만, 이 공세는 핀란드가 소련의 평화 조건에 동의하도록 이끌었다. 1944년 9월 19일, 모스크바 휴전 협정이 체결되어 계속 전쟁이 종결되었다. 스탈린은 이 작전을 카렐리아-핀란드 소비에트 공화국 해방이라고 불렀다.
5. 바그라티온 작전 (1944년 6월 22일 ~ 8월 19일). 바르바로사 작전이 시작된 지 정확히 3년 만에 시작되었으며, 나폴레옹 전쟁 당시 러시아 제국을 위해 싸운 조지아의 왕자 표트르 바그라티온의 이름을 딴 이 작전은 벨라루스를 탈환하며 소련 영토에서 마지막 남은 독일군을 몰아냈다. 독일 중부 집단군에 "중부 집단군 괴멸"이라고 불릴 정도로 막대한 사상자를 입혔으며, 의심할 여지 없이 전쟁 중 독일의 최악의 패배 중 하나였다. 소련군은 보브루이스크-마힐료우-비쳅스크 전선을 넘어 진격하여 멈추기 전 거의 바르샤바에 도달했다. 민스크 근처에서 거의 30개 사단의 독일군이 포위되었고, 동프로이센의 전전 국경에 도달했다. 스탈린은 이 작전을 벨라루스 작전, 리투아니아와 연합국 폴란드 상당 부분의 해방, 그리고 독일 국경 진격이라고 불렀다. 이 작전은 제1발트 전선군과 제1벨라루스 전선군, 제2벨라루스 전선군, 제3벨라루스 전선군이 수행했다.[10][21]
6. 르보프-산도미에시 공세 (1944년 7월 13일 ~ 8월 29일). 바그라티온 작전과 동시에 그 남쪽에서 진행된 공세는 폴란드를 가로질러 비스와강을 넘어 진격했다. 처음에는 진전이 거의 없었지만, 결국 브로디, 르비우, 산도미에시를 점령하며 성공을 거두었다. 서부 우크라이나 해방과 비스와강 도하라고 불린 이 작전은 제1우크라이나 전선군이 수행했으며,[22] 바그라티온 작전과 연계하여 독일 중부 집단군을 괴멸시켰다.[23]
7. 제2차 이아시-키시뇨프 공세 (1944년 8월 19일 ~ 10월 14일). 이 공세는 8월 20일부터 29일까지의 제2차 이아시-키시뇨프 공세와 10월까지 계속된 후속 작전을 포함한다. 이 공세와 그 후속 작전은 주로 발칸반도에서 진행되었으며, 남우크라이나 집단군의 독일군과 루마니아군 부대를 목표로 삼았다. 소련군 진격 과정에서 약 15~16개 독일 사단이 여러 루마니아 사단과 함께 포위되었다. 이 작전들은 직접적으로 루마니아와 불가리아의 항복을 초래했다. 이 작전으로 남우크라이나 집단군의 부대는 괴멸되었고, 소련군은 루마니아 깊숙이 진격했다. 스탈린의 연설에서 그는 이 작전을 루마니아와 불가리아를 전쟁에서 몰아내고, 헝가리 국경까지 진격했으며, 연합국 유고슬라비아에 지원을 제공할 가능성을 언급했다. 이 작전은 제2우크라이나 전선군과 제3우크라이나 전선군이 수행했다.[10][24]
8. 발트 공세 (1944년 9월 14일 ~ 11월 20일). 라트비아와 에스토니아 대부분을 포함한 발트 3국을 탈환한 이 공세는 쿠를란트 포위전을 고립시켰는데, 이곳에서 북부집단군의 30개 사단이 유럽 전쟁 종전까지 중부 집단군으로부터 단절되었다. 스탈린의 연설은 이 공세를 에스토니아와 라트비아의 해방, 쿠를란트의 독일군 포위, 그리고 핀란드를 전쟁에서 강제 퇴출시킨 것으로 묘사했다. 레닌그라드 전선군, 제1발트 전선군, 제2발트 전선군, 제3발트 전선군이 이 공격을 수행했다.[22]
9. 동카르파티아 공세 (1944년 9월 8일 ~ 9월 28일), 부다페스트 공세 (1944년 10월 29일 ~ 1945년 2월 13일), 그리고 베오그라드 공세 (1944년 9월 14일 ~ 11월 24일). 1944년의 마지막 공세인 이 작전들은 1945년 2월 13일 부다페스트 점령으로 이어졌다. 부다페스트는 1944년 12월 26일 소련군에 의해 포위되었고, 수주간의 잔혹한 시가전 끝에 점령되었다. 이 세 공세는 단일하고 연속적인 전략적 진격으로 간주되고 계획되었으며, 최종 단계에서 유고슬라비아 공산군이 참여하면서 큰 정치적 중요성을 띠었다. 스탈린은 이를 카르파티아 산맥 횡단, 베오그라드 해방, 체코슬로바키아에 대한 직접 지원, 추축군 부다페스트 그룹 섬멸, 그리고 베오그라드 해방이라고 불렀다. 이 작전은 제1우크라이나 전선군, 제2우크라이나 전선군, 제3우크라이나 전선군, 제4우크라이나 전선군이 수행했다.[25]
10. 페차모-시르케네스 공세 (1944년 10월 7일 ~ 29일). 모스크바 휴전 협정에 따라 9월 15일까지 핀란드 영토에서 철수하지 않은 독일군을 상대로 시작된 이 작전은 처음이자 유일한 대규모 북극 군사 작전이었다.[26] 이 작전은 소련군이 후퇴하는 독일군을 노르웨이까지 추격하게 했으며, 독일의 전쟁 수행에 필수적인 니켈을 생산하던 페첸가 지역의 니켈 광산 점령을 가능하게 했다. 스탈린은 이를 독일군이 소련 북부 무르만스크 항구에 가하는 위협 제거 및 노르웨이 진입이라고 불렀다. 이 작전은 주로 카렐리아 전선군이 수행했으며, 소련 해군 병력의 지원을 받았다.[26]

## 같이 보기
1. 1 2 3 4 5 6 7 8 9 10 11  Pimlott, p. 330
2. ↑  “27-я ГОДОВЩИНА ВЕЛИКОЙ ОКТЯБРЬСКОЙ СОЦИАЛИСТИЧЕСКОЙ РЕВОЛЮЦИИ Доклад Председателя Государственного Комитета Обороны на торжественном заседании Московского Совета депутатов трудящихся с партийными и общественными организациями г. Москвы 6 ноября 1944 года”. 2020년 12월 29일에 원본 문서에서 보존된 문서. 2025년 1월 12일에 확인함.
3. ↑  Приказ Верховного Главнокомандующего 7 ноября 1944 года 보관됨 2008-05-03 - 웨이백 머신 И. Сталин о Великой Отечественной войне Советского Союза. — М.: Госполитиздат, 1946
4. ↑  Willmott, p. 368
5. ↑  Ziemke, p. 216
6. ↑  Ziemke, p. 217
7. ↑  Willmott, p. 369-371
8. ↑  Werth, p. 764
9. ↑  Willmott, p. 372-374
10. 1 2 3 4  Werth, p. 765
11. ↑  Pimlott, p. 334
12. ↑  Gebhardt, p. 2
13. ↑  Zolotarev (1999), pp. 97–98
14. ↑  (러시아어) Ministry of Defence of the Russian Federation. Наступление советских войск на Карельском перешейке и в Южной Карелии 보관됨 2011-09-30 - 웨이백 머신 По замыслу Ставки войска Ленинградского и Карельского фронтов при содействии Краснознаменного Балтийского флота, Ладожской и Онежской военных флотилий мощными ударами должны были разгромить противостоящего противника, овладеть Выборгом, Петрозаводском и выйти на рубеж Тикшеозеро, Сортавала, Котка. Операцию начинали войска Ленинградского фронта, затем в наступление переходил Карельский фронт.
15. ↑  Platonov (1964)
16. ↑  Pimlott, p. 343
17. ↑  Mannerheim (1953), p. 500
18. ↑  Ziemke (2002), p. 388
19. ↑  Tapio Tiihonen (2000). 《Ratkaisu Kannaksella 1944》 [Decision at the Isthmus 1944]. 에스포: Fenix. 77–79쪽. The Voroshilov committee prepared the conditions for Finnish capitulation for nine and a half months. The secretary of the committee, S. Bazarov handed these to the "secret police man" of the Foreign Ministry, V. Dekanozov on 26 June [...] The "sekretno projekt" for the surrender of Finland, handed by Barazov to Dekanozov, is dated to 28 June. The signature of the agreement would have meant a complete economic, political, and social subduction of Finland to the Soviet Union [...] The agreement was to be signed by attorneys from both the Soviet and Finnish governments and armed forces. Already the preamble of the agreement made it clear to Finland, what it was about: "The Finnish Government and the Supreme Command of the Defence Forces acknowledge the complete defeat of the Finnish Armed Forces in the war against the U.S.S.R. and announce the unconditional surrender of Finland, requesting the cessation of acts of war."
20. ↑  Turtola (2001), p. 168, Dr. Turtola discovered a Soviet draft for "The Unconditional Surrender of Finland" from the Russian Foreign Ministry archive in Moscow, dated June 1944. Here are the relevant passages from the document: "The Finnish Government and the Supreme Command of the Defence Forces acknowledge the complete defeat of the Finnish Armed Forces in the war against the U.S.S.R. and announce the unconditional surrender of Finland, requesting the cessation of acts of war."; "5. As this document takes effect, the Finnish Government and the Supreme Command of the Finnish Defence Forces commit themselves without delay in calling to Finland all Finnish troops on other fronts and in disarming them."; "7. The Supreme Command of the Finnish Defence Forces will carry out the disarming of all Finnish land, air, and naval forces according to the orders, schedule, and sequence given by the Supreme Command of the Soviet Military Forces, under its supervision. 8. Since the moment of signing this document until when the Supreme Command of the Soviet Military Forces has taken under its control all communications connections in Finland, all radio broadcasts in Finnish territory are forbidden, and Finnish telegraph, telephone, and radio connections to other countries will be cut off. 9. The Finnish Government and the Finnish Defence Forces will secure the transportation of military troops of the U.S.S.R. in Finnish territory by rail and by other means of transportation and the needed supplies to the troops. 10. To fulfill the terms of surrender and to secure the interests of the U.S.S.R., the Supreme Command of the Soviet Military Forces – by its own military forces and at its own discretion – will occupy partially or fully the territory of Finland, her harbours, the archipelago of Åland, and the islands of the Gulf of Finland.

The Government of the U.S.S.R. will make use of all the rights of an occupying power in the occupied territories of Finland. The Supreme Command of the Soviet Military Forces will publish its own orders and directives. The Finnish Government and the Finnish people will by all means try to contribute to the execution of these orders and directives. To serve this aim, the Finnish Government will without delay give an order to all the authorities of the central and local government, to the judicial system, public organisations, and all civil servants to remain in their previous positions, to obey orders unconditionally, and to carry out their duties conscientiously, until the Supreme Command of the Soviet Military Forces gives its directives."
21. ↑  Pimlott, p. 336
22. 1 2  Pimlott, p. 338
23. ↑  McCarthy, p. 232
24. ↑  Pimlott, p. 341
25. ↑  Willmott, p. 391
26. 1 2  Willmott, p. 387

## 더 읽어보기
- Beshanov, V., Stalin's ten blows, Minsk, Harvest, 2004 (Бешанов В. Десять сталинских ударов. — Мн.: Харвест, 2004.)
- Yemelyanov, Yu., Stalin's ten blows: triumph of the generalissimo, Moscow, Eksmo, 2006 (Емельянов Ю. Десять сталинских ударов. Триумф генералиссимуса — М.: Эксмо, 2006. ISBN 5-699-18353-1)